# Crewe (Virginia)
Crewe es una localidad del Condado de Nottoway, Virginia, Estados Unidos. Según el censo de 2000 tenía una población de 2.378 habitantes y una densidad de población de 452.3 hab/km².

## Demografía
Según el censo de 2000, había 2.378 personas, 971 hogares y 645 familias residiendo en la localidad. La densidad de población era de 452,3 hab./km². Había 1.074 viviendas con una densidad media de 204,3 viviendas/km². El 77,04% de los habitantes eran blancos, el 21,15% afroamericanos, el 0,34% amerindios, el 0,17% asiáticos, el 0,21% de otras razas y el 1,01% pertenecía a dos o más razas. El 0,80% de la población eran hispanos o latinos de cualquier raza.
Según el censo, de los 971 hogares en el 34,5% había menores de 18 años, el 45,9% pertenecía a parejas casadas, el 15,7% tenía a una mujer como cabeza de familia y el 33,5% no eran familias. El 28,7% de los hogares estaba compuesto por un único individuo y el 16,4% pertenecía a alguien mayor de 65 años viviendo solo. El tamaño promedio de los hogares era de 2,45 personas y el de las familias de 2,98.
La población estaba distribuida en un 29,1% de habitantes menores de 18 años, un 7,6% entre 18 y 24 años, un 26,2% de 25 a 44, un 19,0% de 45 a 64 y un 18,1% de 65 años o mayores. La media de edad era 36 años. Por cada 100 mujeres había 86,9 hombres. Por cada 100 mujeres de 18 años o más, había 79,9 hombres.
Los ingresos medios por hogar en la localidad eran de 33.828 dólares ($) y los ingresos medios por familia eran 40.625 $. Los hombres tenían unos ingresos medios de 35.350 $ frente a los 20.819 $ para las mujeres. La renta per cápita para la ciudad era de 16.826 $. El 16,5% de la población y el 14,6% de las familias estaban por debajo del umbral de pobreza. El 22,5% de los menores de 18 años y el 9,7% de los habitantes de 65 años o más vivían por debajo del umbral de pobreza.

## Geografía
Según la Oficina del Censo de los Estados Unidos, la localidad tiene un área total de 5,3 km², todos ellos correspondientes a tierra firme.